# موریل دگاوگ
موریل دگاوگ (انگلیسی: Muriel Degauque; ۱۹ ژوئیهٔ ۱۹۶۷ – ۹ نوامبر ۲۰۰۵) یک زن بلژیکی اهل شارلروآ بود که به اسلام روی آورده بود.
روزنامهٔ بلژیکی لا درنیه هور در ۱ دسامبر ۲۰۰۵ مدعی شد که او یک بمب‌گذار انتحاری در عراق بوده‌است. به گفتهٔ مقامات بلژیکی، یک زن بلژیکی در ۹ نوامبر ۲۰۰۵، یک حملهٔ انتحاری با خودرو انفجاری علیه کاروان نظامی آمریکا در بعقوبه در جنوب بغداد انجام داد که در اثر این حادثه یک شهروند بلژیکی کشته و یک سرباز آمریکایی زخمی شد.
مقامات بلژیکی متعاقباً خانواده او را بازجویی کردند و به این نتیجه رسیدند که دگاوگ عامل بمب‌گذاری بود. او که یک کارگر نانوایی بود، با مردی مسلمان ازدواج کرد و به سرعت در عقاید مذهبی خود رادیکال شد. این زوج احتمالاً برای پیوستن به شورشیان عراق از مرز سوریه به عراق نقل مکان کردند. شوهر او نتوانست کمربند انفجاری خود را منفجر کند و در یک حادثهٔ جداگانه توسط نیروهای آمریکایی کشته شد.